# متن به گفتار گوگل
متن به گفتار گوگل (انگلیسی: Google Text-to-Speech) یک برنامه صفحه‌خوان است که توسط گوگل برای سیستم عامل اندروید توسعه یافته‌است. این برنامه با پشتیبانی از بسیاری از زبان‌ها، برنامه‌ها را قادر می‌سازد تا متن روی صفحه را با صدای بلند بخوانند. از تبدیل متن به گفتار ممکن است توسط برنامه‌هایی مانند گوگل پلی بوکس برای خواندن کتاب‌ها با صدای بلند، ترجمه‌گر گوگل برای خواندن با صدای بلند ترجمه‌ها که بینش مفیدی برای تلفظ کلمات ارائه می‌دهد، توسط گوگل تاک‌بک و دیگر برنامه‌های کاربردی مبتنی بر دسترسی بازخورد گفتاری، و همچنین توسط برنامه‌های شخص ثالث استفاده شود. کاربران باید داده‌های صوتی را برای هر زبان نصب کنند.

## زبان‌های پشتیبانی شده

### برنامه متن به گفتار گوگل اندروید[۱]
- آفریقایی (آفریقای جنوبی)
- عربی
- بنگالی (هند)
- بلغاری (بلغارستان)
- کاتالان (اسپانیا)
- چینی (هنگ کنگ)
- چک (جمهوری چک)
- دانمارکی (دانمارک)
- هلندی (هلند)
- انگلیسی (استرالیا)
- انگلیسی (هند)
- انگلیسی (بریتانیا)
- انگلیسی (ایالات متحده)
- فیلیپینی (فیلیپین)
- فنلاندی (فنلاند)
- فرانسوی (کانادا)
- فرانسوی (فرانسه)
- آلمانی (آلمان)
- گجراتی (هند)
- هندی (هند)
- مجارستانی (مجارستان)
- ایسلندی (ایسلند)
- اندونزیایی (اندونزی)
- ایتالیایی (ایتالیا)
- ژاپنی (ژاپن)
- کانادا (هند)
- کره ای (کره جنوبی)
- لتونی (لتونی)
- مالایالام (هند)
- ماندارین (چین)
- نروژی (نروژ)
- لهستانی (لهستان)
- پرتغالی (برزیل)
- پرتغالی (پرتغال)
- رومانیایی (رومانی)
- روسی (روسیه)
- صربی (سیریلیک)
- اسلواکی (اسلواکی)
- اسپانیایی (اسپانیا)
- اسپانیایی (ایالات متحده آمریکا)
- سوئدی (سوئد)
- تامیل (هند)
- تلوگو (هند)
- تایلندی (تایلند)
- ترکی (ترکیه)
- اوکراینی (اوکراین)
- ویتنامی (ویتنام)

### متن به گفتار ابری گوگل[۲]
- آفریکانس (آفریقای جنوبی)
- عربی
- بنگالی (هند)
- بلغاری (بلغارستان)
- کاتالان (اسپانیا)
- چینی (هنگ کنگ)
- چک (جمهوری چک)
- دانمارکی (دانمارک)
- هلندی (هلند)
- انگلیسی (استرالیا)
- انگلیسی (هند)
- انگلیسی (بریتانیا)
- ایالات متحده انگلیسی)
- فیلیپینی (فیلیپین)
- فنلاندی (فنلاند)
- فرانسوی (کانادا)
- فرانسوی (فرانسه)
- آلمانی (آلمان)
- گجراتی (هند)
- هندی (هند)
- مجارستانی (مجارستان)
- ایسلندی (ایسلند)
- اندونزیایی (اندونزی)
- ایتالیایی (ایتالیا)
- ژاپنی (ژاپن)
- کانادا (هند)
- کره ای (کره جنوبی)
- لتونی (لتونی)
- مالایالام (هند)
- ماندارین (چین)
- نروژی (نروژ)
- لهستانی (لهستان)
- پرتغالی (برزیل)
- پرتغالی (پرتغال)
- رومانیایی (رومانی)
- روسی (روسیه)
- صربی (سیریلیک)
- اسلواکی (اسلواکی)
- اسپانیایی (اسپانیا)
- اسپانیایی (ایالات متحده آمریکا)
- سوئدی (سوئد)
- تامیل (هند)
- تلوگو (هند)
- تایلندی (تایلند)
- ترکی (ترکیه)
- اوکراینی (اوکراین)
- ویتنامی (ویتنام)